# Zjazd Polaków Ewangelików w Warszawie (1939)
Zjazd Polaków Ewangelików w Warszawie w 1939 – zjazd polskich protestantów, który odbył się w dniach 25-26 lutego 1939 w Warszawie.
Celem zjazdu było uczczenie osoby Leopolda Otto – działacza narodowego, pastora i  uczestnika warszawskiej manifestacji patriotycznej w 1861, a także innych zasłużonych dla polskiego narodu protestantów. W zjeździe udział wzięło około 5000 osób, w tym około stu duchownych. Częścią uroczystości było złożenie wiązanek pod Grobem Nieznanego Żołnierza, grobem Leopolda Otto na cmentarzu ewangelicko-augsburskim i grobami innych zasłużonych osób na tej nekropolii (m.in. Karola Gustawa Manitiusa, czy Juliana Machlejda). Podczas obrad przemawiał m.in. minister wyznań i oświecenia publicznego Wojciech Świętosławski. Odsłonięto również tablicę pamiątkową na domu przy ul. Królewskiej 19, gdzie mieszkał pastor Otto.